# Harriet the Spy: Blog Wars
Harriet the Spy: Blog Wars (br: Harriet, a Espiã: Guerra de Blogs) é um filme norte-americano do Disney Channel protagonizado por Jennifer Stone (Wizards of Waverly Place).
Sua estreia ocorreu em 26 de março de 2010 nos EUA, em 27 de junho de 2010 no Brasil e em Portugal no dia 16 de julho de 2010, às 21h no Disney Channel Portugal

## Sinopse
A jovem espiã Harriet Welsch (Jennifer Stone) cruza o caminho da estudante popular Marion Hawthrone (Vanessa Morgan) quando as duas garotas competem para tornar-se a blogger oficial da sua classe.

## Elenco
- Jennifer Stone como Harriet Welsch
- Jayne Eastwood como Stella Ellson
- Kristin Booth como Golly
- Wesley Morgan como Skander Hill
- Vanessa Morgan como Marion Hawthorne
- Melinda Shankar como Janie Gibbs
- Alexander Conti como Sport
- Doug Murray como Roger Welsh
- Shauna MacDonald como Violetta Welsh
- Aislinn Paul como Beth Ellen
- Kiana Madeira como Rachel Hennessy
- Dannu Smith como Tim
- Craig Brown como Steven
- Madison Cipparone como Poppy Malone
- Ann Turnball como Ms. Finch
- Kristi Angus como Tiffany St. John
- Adam Chuckryk como Preston St. John
- Peter Mooney como Lazaar James

## Música
- "Summer Girl"
- "You and Me"- Justin Blais